# Bartolovci
Bartolovci falu Horvátországban, Bród-Szávamente megyében. Közigazgatásilag Szibinhez tartozik.

## Fekvése
Bródtól 6 km-re nyugatra, községközpontjától 2 km-re keletre, Szlavónia középső részén, a Dilj-hegység déli nyúlványai és a Szávamenti-síkság találkozásánál, a Bródról Újgradiskára menő út és a Zágráb-Vinkovci vasútvonal mentén fekszik.

## Története
A település arról a Szent Bertalan kápolnáról kapta a nevét, mely a Szibin felé eső végén fekvő temetőben áll. A kápolna már a 18. század első felében létezett. 1737-ben a bródi ferences kolostor szertartáskönyvében említik, hogy a Szibin melletti, Slobodnicához tartozó  Szent Bertalan kápolnában a szent ünnepén misét mondanak.  Az 1758-as egyházi vizitáció jelentésében is említik a kápolnát, mely a főút mellett állt és deszkából épült. Méretei szerint 6 méter hosszú és 3 méter széles volt. A miséhez szükséges felszerelést Slobodnicáról hozták át ide, ahonnan a miséző pap is járt. A kápolna körül temető volt. A ma is álló kápolnát 1892-ben építették.
A település a régiek elmondása szerint 1875-ben létesült, amikor az első család ide települt. Első lakói a Balen család tagjai voltak, akik Likából, a Lovinachoz tartozó Sveti Rok településről érkeztek ide. Utánuk rövidesen újabb telepesek érkeztek, többek között a Rosandić, Pavelić, Banić, Vuković és a  Naglić családok. A 20. század elején a jobb megélhetés reményében Galíciából görögkatolikus ruszinok települtek ide. A falu 1948 előtt Slobodnicához tartozott. A kápolna ma is a slobodnicai Szent Márk plébánia filiája.
A településnek 1900-ban 105, 1910-ben 104 lakosa volt. 1910-ben lakosságának 56%-a horvát, 16%-a ruszin, 9%-a magyar, 6%-a szlovák, 5%-a szerb anyanyelvű volt. Pozsega vármegye Bródi járásának része volt. Az első világháború után 1918-ban az új szerb-horvát-szlovén állam, majd később (1929-ben) Jugoszlávia része lett. A település 1991-től a független Horvátországhoz tartozik. 1991-ben lakosságának 93%-a horvát nemzetiségű volt. 2011-ben a településnek 737 lakosa volt.

## Lakossága
| Lakosság változása | Lakosság változása | Lakosság változása | Lakosság változása | Lakosság változása | Lakosság változása | Lakosság változása | Lakosság változása | Lakosság változása | Lakosság változása | Lakosság változása | Lakosság változása | Lakosság változása | Lakosság változása | Lakosság változása | Lakosság változása |
| ------------------ | ------------------ | ------------------ | ------------------ | ------------------ | ------------------ | ------------------ | ------------------ | ------------------ | ------------------ | ------------------ | ------------------ | ------------------ | ------------------ | ------------------ | ------------------ |
| 1857               | 1869               | 1880               | 1890               | 1900               | 1910               | 1921               | 1931               | 1948               | 1953               | 1961               | 1971               | 1981               | 1991               | 2001               | 2011               |
| 0                  | 0                  | 0                  | 0                  | 105                | 104                | 118                | 254                | 341                | 383                | 522                | 586                | 680                | 765                | 874                | 737                |

## Gazdaság
A lakosság többsége a közeli Bród, illetve a távolabbi Pozsega városába jár dolgozni, szabadidejükben pedig hagyományosan mezőgazdasággal, állattartással foglalkoznak.

## Nevezetességei
Szent Bertalan apostol tiszteletére szentelt római katolikus kápolnáját 1737-ben említik először. Körülötte temető fekszik, melyet valószínűleg a kápolna építésével egy időben létesítettek. Az épületet története során többször megújították. Mai formáját 1892-ben Dragutin Šlivarić slobodnicai plébános idejében nyerte el. Utolsó megújítása 1971-ben történt.